# ماروین سنگر
ماروین سنگر (انگلیسی: Marvin Senger؛ زادهٔ ۶ ژانویهٔ ۲۰۰۰) بازیکن فوتبال اهل آلمان است.